# آدام فون تروت زو سولز
فردریش آدام فون تروت زو سولز (به آلمانی: Friedrich Adam von Trott zu Solz) (زاده ۹ اوت ۱۹۰۹ – درگذشته ۲۶ اوت ۱۹۴۴) یک وکیل و دیپلمات آلمانی بود که در مقاومت محافظه‌کاران در برابر نازیسم شرکت داشت. او که از ابتدا مخالف رژیم نازی شناخته شده بود، به‌طور فعال در حلقه کرایسا هلموت جیمز گراف فون مولتکه و پیتر یورک فون وارتنبورگ شرکت داشت. او به همراه کلاوس فون اشتافنبرگ و فریتز-دیتلوف فون شولنبرگ در توطئه ۲۰ ژوئیه نقش داشتند و قرار بود در صورت موفقیت این توطئه به عنوان منشی وزیر امور خارجه در وزارت خارجه منصوب شود و رهبری مذاکره با متفقین غربی را بر عهده بگیرد.

## زندگی

### اوایل زندگی و شغل

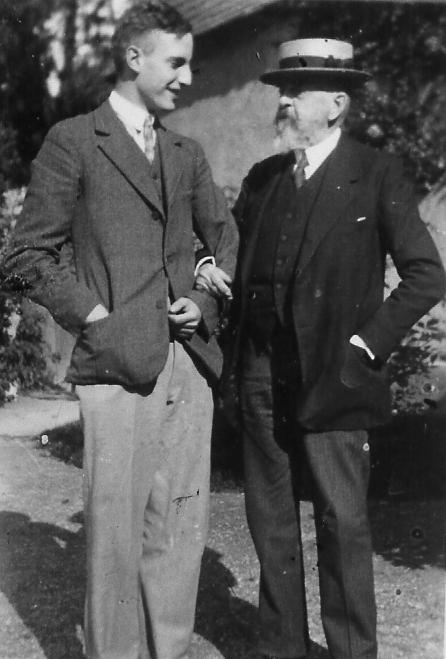
آدام فون تروت با پدرش آگوست فون تروت زو سولز

تروت در پوتسدام، براندنبورگ، در خاندان پروتستان تروت زو سولز، از اشراف هسین اورادل به دنیا آمد. او پنجمین فزند وزیر فرهنگ پروس آگوست فون تروت زو سولز ۱۸۵۵-۱۹۳۸ و همسرش امیلی الئونور فون شواینیتز ۱۸۷۵- ۱۹۴۸ بود که پدرش در سمت سفیر آلمان در وین و سن پترزبورگ خدمت میکرد. امیلی الئونور از طرف مادرش، آنا جی، یکی از نوادگان جان جی، یکی از بنیان‌گذاران ایالات متحده و اولین رئیس قوه قضائیه ایالات متحده بود.

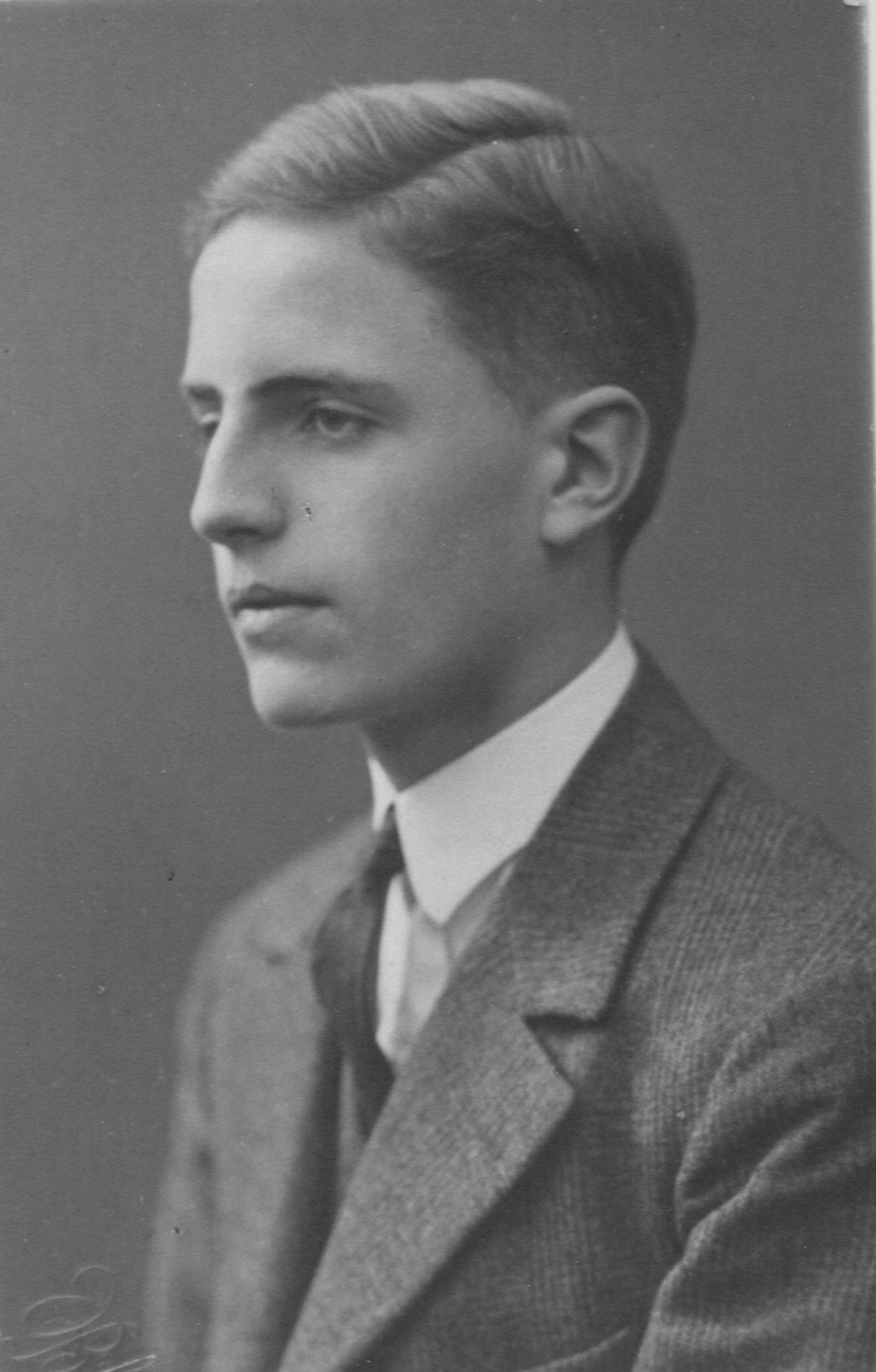
آدام فون تروت به عنوان دانشجو در گوتینگن ۱۹۲۷/۲۸

تروت در اوایل زندگی در برلین بزرگ شد و سپس در سال ۱۹۱۵ به یک پیش‌دبستانی فرانسوی فرستاده شد. وقتی پدرش در سال ۱۹۱۷ از سمت خود استعفا داد، خانواده‌اش به کاسل نقل مکان کردند، تروت در آنجا به مدرسه فردریش گیمنازیوم پیوست. از سال ۱۹۲۲ در شهر هان- موندن زندگی می‌کرد، او به طور موقت به جنبش جوانان آلمان پیوست. در سال ۱۹۲۷ گواهینامه پایان دوران مدرسه خود را گرفت و برای تحصیل در رشته حقوق به دانشگاه‌های مونیخ و گوتینگن رفت.

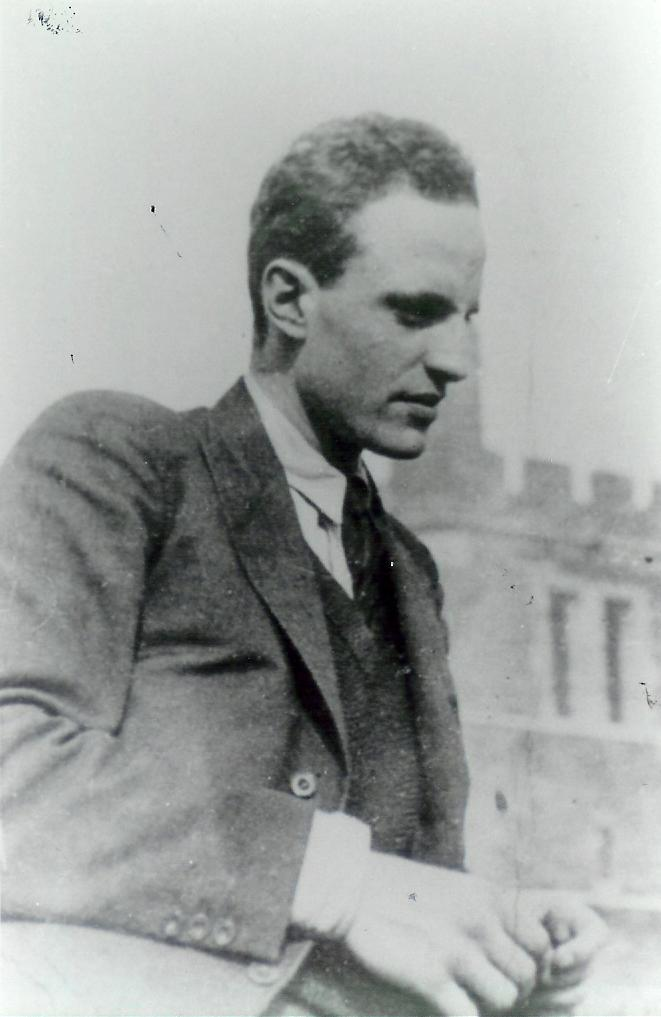
آدام فون تروت در آکسفورد ، جایی که از ۱۹۳۱ تا ۱۹۳۳ در آنجا تحصیل کرد

در پائیز1928، در طول اقامت چند هفته‌ایش در ژنو، مقر جامعه ملل علاقه شدیدی به سیاست پیدا کرد. او ترم دوم دانشگاه آکسفورد موسوم به هیلاری ترم را در ۱۹۲۹ گذراند و در کالج مانسفیلد به تحصیل الهیات پرداخت. در همین زمان با یک مورخ به نام ای. ال رووس دوست شد. در سال ۱۹۳۱ تروت با بورسیه رودز به آکسفورد بازگشت تا در کالج بالیول تحصیل کند، که در این دوران با تعدادی از دوستان نزدیکش از جمله دیوید آشتور و دیانا هاپکینسون آشنا شد،  خاطرات و نامه‌های این افراد بعدها تبدیل به اسناد کلیدی در مورد زندگی آدام در آلمان نازی شد، احتمالا آدام درگیر یک رابطه عاشقانه با هاپکینسون بود. او همچنین با فیلسوف برجسته آر.جی کولین وود آشنا شد. راوز، هم‌جنس‌گرا شیفتگی شدیدی به تروت دگرجنس‌گرا پیدا کرد و او را یکی از زیباترین، باهوش‌ترین و جذاب‌ترین مردانی خواند که در عمرش دیده بود. راوز در کتابش به عنوان تمام ارواح و تسکین که درسال ۱۹۶۱ منتشر شد، وقتی هم‌جنس گرایی در بریتانیا هنوز جرم محسوب می‌شد، در مورد سر زیبای تروت با پیشانی فوق‌العاده بلند، چشمان بنفش عمیقش و نجابت و اندوهی که از جوانی در چهره‌اش هویدا بود و درک والا و بی‌نهایت حساس و لطیف او مطالبی نوشت. در جایی چنین عبارتی را در توصیفش به کار برد: "تا به حال چیزی شبیه آن ندیده بودم." راوز رابطه اش با تروت را یک رابطه افلاطونی ایده‌آل خواند و ابراز داشت که تروت مردی است که هرگز نمی‌تواند فراموشش کند. راوز که در حزب کارگر فعال بود، ادعا کرد که تروت را با سوسیالیسم آشنا کرده و خاطر نشان ساخت که تروت بخش‌هایی از کتاب سیاست و نسل جوان راوز را که در نشریه برگ‌های تازه‌ای برای سوسیالیسم منتشر شد، به آلمانی ترجمه کرده بود. تروت پس از تحصیل در آکسفورد، شش ماه را در ایالات متحده گذراند.
تروت که عمیقا تحت تاثیر تئوری‌های هگل قرار گرفته بود، معتقد بود که مهم‌ترین مسئله‌ای که رکود بزرگ مطرح شد، چگونگی یافتن ترکیبی از محافظه‌کاری و سوسیالیسم بود که به اعتقاد او تنها راه حل ممکن برای حل مساله بحران بزرگ بود. بحران بزرگ، شکست سرمایه‌داری را به عنوان یک سیستم اقتصادی به تروت اثبات کرد، در عین حال او تمایلی به کمونیسم به عنوان یک جایگزین نداشت، که باعث شد به دنبال یافتن راه سومی بین سرمایه‌داری و کمونیسم باشد، و در نامه‌ای به پدرش در سال ۱۹۳۳ بحث را مبنی بر این مطرح کرد که حق کار جایگزین حق داشتن اراده آزاد هگل به عنوان مبرم‌ترین مسئله عصر مدرن شده است. تروت در همان نامه استدلال کرد که آنچه مورد نیاز است یک سیستم اقتصادی است که برای هر مردی داشتن شغلی را تضمین کند، اگر کسی بیکار بود، او را از آزادی فردی بهره‌مند نمی‌دانست. در اوایل دهه ۱۹۳۰، تروت در شوک پدر محافظه‌کارش، مایل به تبادل نظر با سوسیال دموکرات‌ها بود، زیرا در حال توسعه نوعی محافظه‌کاری سوسیالیستی بود. تروت در سال ۱۹۳۳ به پدرش گفت که اگر حقوق توده‌ها مقدس دانسته شود، حقوق مثبت فردی را می توان تضمین کرد. به اعتقاد او دولت جدید آدولف هیتلر و فرانتس فون پاپن قصد انجام چنین کاری را نداشتند.

### سفرها

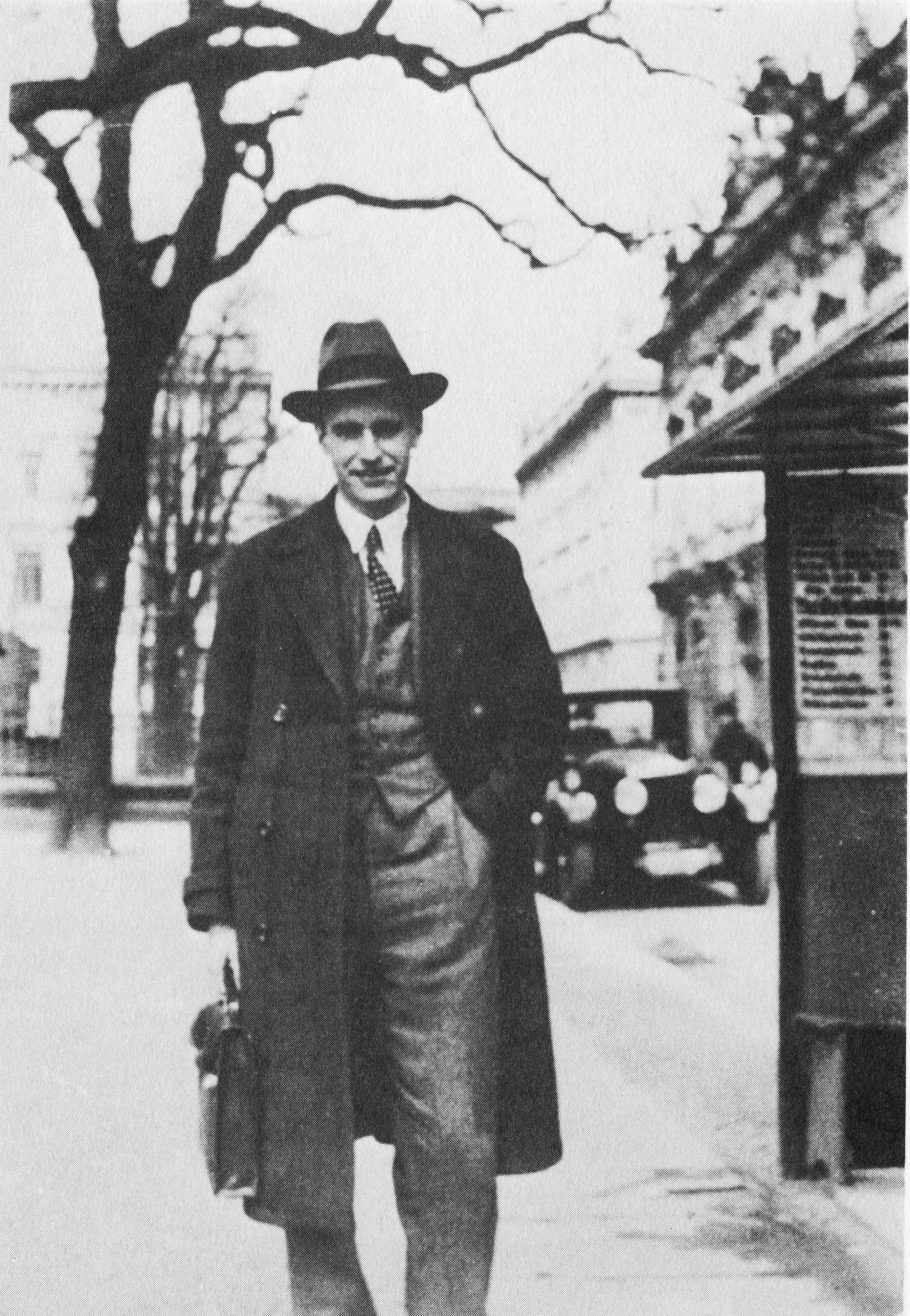
آدام فون تروت به عنوان یک کارآموز حقوقی

تروت در سال ۱۹۳۷ به عنوان پژوهشگر موسسه روابط حوزه اقیانوس آرام با کمک هزینه تحقیقاتی وزارت خارجه به چین فرستاده شد. او از سفرهایش برای جلب حمایت خارج از آلمان برای مقاومت داخلی علیه نازی‌ها استفاده می‌کرد. در آن زمان یک اتحاد غیررسمی بین چین و آلمان وجود داشت، ماموریت نظامی آلمان در چین آموزش ارتش ملی انقلابی چین بود، که عمدتا به سلاح‌های آلمانی مجهز بودند و کسب و کارهای آلمانی مایل به سرمایه‌گذاری در چین در عوض حمایت چین در تسلیح مجدد آلمان با فروش برخی مواد خام استراتژیک به رایش با قیمت کمتر بودند. تروت با توجه به روابط نزدیک چین و آلمان، به عنوان یک شهروند آلمانی از موقعیت ممتازی در چین بهره‌مند بود. زیرا ژنرال لیسمو چیانگ کای-شک بیشتر اوقات آلمان نازی را الگویی برای چین توصیف می‌کرد.

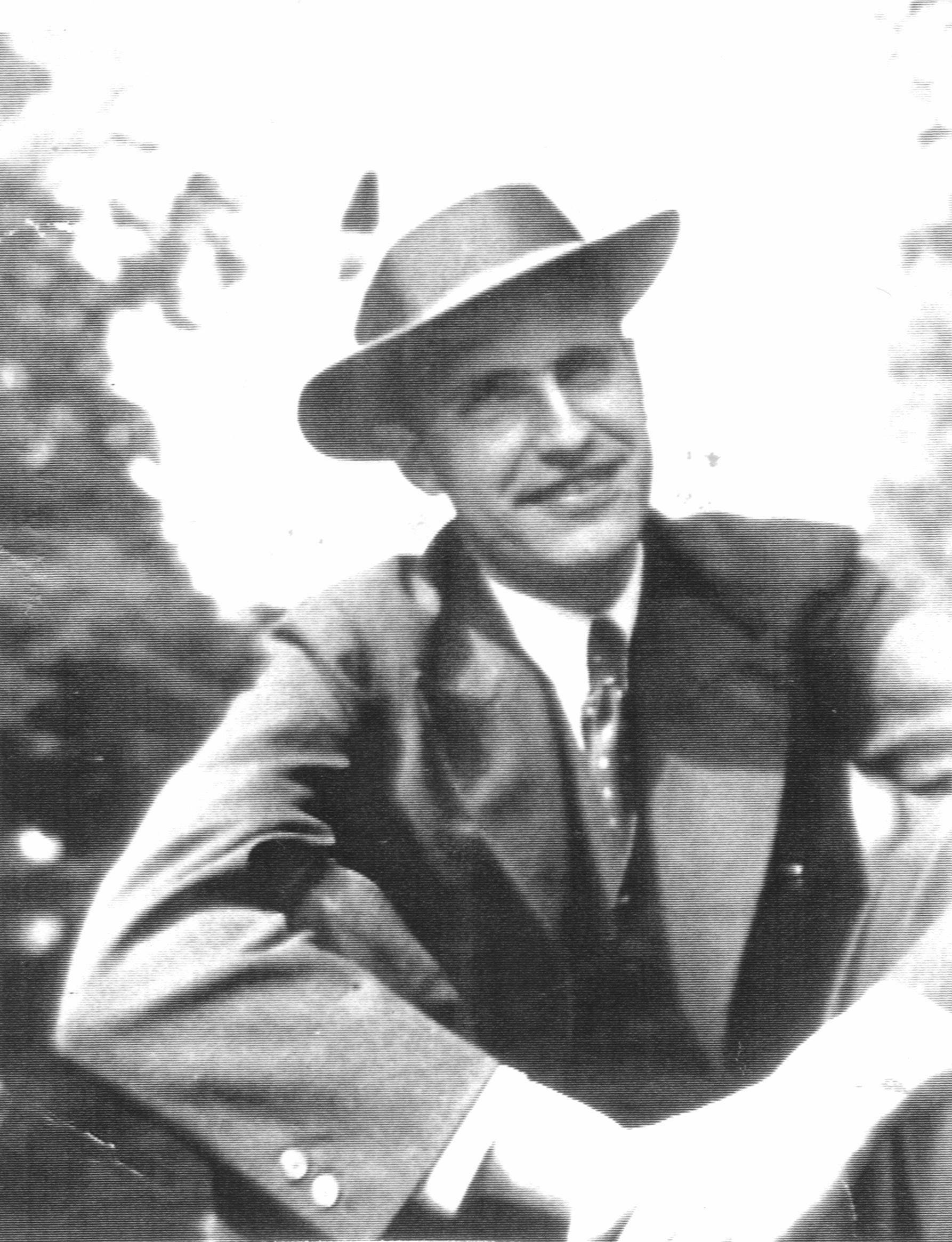
آدام فون تروت زو سولز در حدود سال ۱۹۳۸

تروت یک چین دوست بود، به چین رفته بود تا فلسفه کنفوسیوس را مطالعه کند و زبان ماندارین را بیاموزد، همانطور که خودش می‌گفت امیدوار بود در حکمت باستانی چین راه‌ حلی برای رخوت معنوی غرب بیابد. تروت اعتقاد داشت که تمدن مدرن غربی هرگونه احساس معنویتی که به باورش هنوز در چین وجود داشت، را از دست داده.است. مورخ بریتانیایی دی.سی وات نسبتا با بی‌تفاوتی نوشت که تروت یک ایده آلیست غیرعملگرا بود که بیشتر سال‌های ۱۹۳۷ و ۱۹۳۸ را در جستجوی یافتن پاسخ مسائل مربوط به زندگی مدرن در چین به مطالعه کنفوسیانیسم و تائوئیسم گذراند. حکومت آرمانی کنفوسیوسی که توسط روشنفکران و حکیمان فیلسوف چینی اداره می‌شد، نیز به عنوان یک نظام سیاسی الهام بخش مورد توجه تروت قرار گرفت. اصل کنفوسیوسی مبنی بر اینکه چینی‌ها نباید به یک امپراتور ظالم خدمت کنند و اینکه بهتر است به جای خدمت به یک ظالم رنج بکشند و بمیرند، بر تفکر سیاسی تروت تأثیر گذاشت. تروت با معلم چینی‌اش که به عنوان مترجم به او خدمت می‌کرد، چندین بار به پکن سفر کرد تا با دانشمندان کنفوسیوسی مختلف ساکن آن شهر صحبت کند، به امید اینکه معنویتی که به اعتقادش غرب فاقد آن بود و به شدت به آن نیاز داشت را بیابد. در طول جنگ چین و ژاپن که در ژوئیه ۱۹۳۷ آغاز شد، تروت کاملاً با چین همدردی می‌کرد. تروت در مدتی که در چین بود با رئیس اجرای مأموریت آلمان در چین، ژنرال الکساندر فون فالکنهاوزن آشنا شد، هر دو آنها از موضع حمایت از ژاپن و ضد چینی که وزارت امور خارجه اتخاذ کرده بود، سرخورده شدند. در فوریه ۱۹۳۸ یواخیم فون ریبنتروپ وزیر امور خارجه شد و آنها مخالفت خود را با ریبن تروپ و خط مشی سیاست خارجی ضد چینی‌اش را با هم در میان می‌گذاشتند.
در سال ۱۹۳۸ برای مأموریت نظامی آلمان در چین دستور بازگشت به رایش صادر شد و آلمان فروش تسلیحاتش به چین را متوقف کرد، زیرا ریبن تروپ قاطعانه سیاست خارجی آلمان را پشتیبان ژاپن قرار داد و باعث شد رابطه گرم برلین و نانکینگ به سرعت به سردی بگراید. تروت همزمان با فراخوان پایان مأموریت نظامی آلمان تصمیم گرفت چین را ترک کند.
شیلا گرنت دوف یکی از نزدیکترین دوستان تروت، روزنامه‌نگار بریتانیایی بود که شدیدا با او بر سر مسئله چکسلواکی، کشوری که درست به اندازه‌ای که آدام از آن متنفر بود، به آن عشق می‌ورزید و می‌ستودش، اختلاف داشت. تروت ناسیونالیست بیزاری خود را از چکسلواکی که به صورت یک دولت ساختگی توسط معاهده ورسای ایجاد شده بود را پنهان نمی‌کرد و معتقد بود که آلمان حق دارد منطقه سودتلند را ضمیمه خود کند، این بدان معناست که تروت از سیاست خارجی هیتلر در رابطه با چکسلواکی در سال ۱۹۳۸ حمایت کرد. مورخ چینی لیانگ هسوی-هوی نوشته است که دوگانگی خاصی در تفکر تروت بین بیزاری او از نازی‌ها و پشتیبانی‌اش از جاه طلبی های قدرت طلبانه بزرگ آلمان وجود داشت که باعث ایجاد یک نگرش دوسویه در او نسبت به سیاست خارجی نازی‌ها شد. لیانگ که پدرش لیانگ لون از سال ۱۹۳۳ تا ۱۹۳۹ وزیر چین در پراک بود، نوشت که افرادی مانند تروت، که از ملی‌گرایان محافظه‌کار مخالف هیتلر بودند، با چین در مبارزه با ژاپن همدردی می‌کردند و در پذیرش نظریه مبنی بر حق موجودیت کشورهایی مانند چکسلواکی، مشکل داشتند. لیانگ نوشت که تضاد قابل توجهی بین دیدگاه‌های تروت نسبت به چین، چینی که به اعتقادش حق تعیین آینده‌اش را داشت و نباید تحت سلطه ژاپن درمیامد، با نظریاتش در مورد چکسلواکی که آن را یک دولت ساختگی برای اشغال سرزمینی که به حق به آلمان متعلق بود، وجود داشت. مورخ بریتانیایی سر جان ویلر بنت، که بیشتر افراد درگیر توطئه‌های انجام شده بین سال‌های ۱۹۳۸ تا ۱۹۴۴ علیه هیتلر را شخصاً می‌شناخت، نوشته‌است که همه این افراد ملی‌گرایانی بودند که دیدگاه‌هایشان در مود چکسلواکی و لهستان اساساً مشابه دیدگاه هیتلر بود -از نظر آنها شرق اروپا حوزه نفوذ بر حق آلمان بود و رایش حق داشت هر آنچه می‌خواست را از آن منطقه بگیرد.- تروت پس از توافق مونیخ در نامه‌ای به یکی از دوستانش لرد لوتیان، پیشگیری شجاعانه آقای چمبرلین را در تضمین الحاق سودتنلند بدون جنگ به آلمان ستایش کرد و وینستون چرچیل را به عنوان یک جنگ افروز تحقیر کرد.
تروت در سال ۱۹۳۹ در طی سه بازدید از لندن، با لرد لوتیان و لرد هالیفاکس گفتگو کرد تا دولت بریتانیا را تحت فشار قرار دهند تا سیاست محدودیت مستقیم علیه هیتلر را با ضمانت لهستان در ۳۱ مارس ۱۹۳۹ اتخاذ شده بود را کنار بگذرارد. تروت از دوستان نزدیک ارنست فون وایتسکر، منشی وزیر امور خارجه بود و به عنوان یک دیپلمات غیررسمی به نمایندگی از وایزاکر، در حرکتی که منعکس کننده این بود که در سیاست‌های آشفته آلمان نازی، سیاست وزارت امور خارجه به موازات سیاست‌های وزیر امور خارجه ریبن تروپ پیش می‌رفت، از لندن بازدید کرد. وایتسکر می‌دانست که تهاجم برنامه‌ریزی شده آلمان به لهستان که برای اوت ۱۹۳۹ برنامه ریزی شده بود ( بعدها تا اول سپتامبر عقب افتاد) احتمالاً منجر به جنگ انگلیس و آلمان می‌شود، او سیاستی اتخاذ کرده بود که بر مبنی آن بدون سودتنلند، استقلال بدون چکسلواکی بازگردانده می‌شد و در عوض بریتانیا به ضمانت لهستان پایان می‌بخشید و اجازه می‌داد تا ایالت آزاد دانتسیش، گذرگاه لهستان و بخش‌هایی از سیلزی علیا را که پس از جنگ جهانی اول به لهستان باخته بودند، دوباره به آلمان ملحق شود. وایتسکر مردی با تعصبات شدید ضدلهستانی بود که به گرمی از ایده جنگ برای نابودی لهستان استقبال کرد ولی تمایل چندانی به ایده جنگ با بریتانیا نداشت، از این رو تلاش زیادی برای جدا کردن بریتانیا از لهستان در سال ۱۹۳۹ کرد. تروت نیز مانند وایتسکر تمایلی به بازگرداندن سودتنلند نداشت ولی آماده بود در ازای باز‌پس‌گیری تمام سرزمین‌هایی که آلمان به لهستان واگذار کرده بود، استقلال چک را به رسمیت بشناسد. وایتسکر و تروت طرحی تهیه کردند که طی آن از بریتانیا خواسته بودند به ضمانت لهستان پایان دهد تا لهستان را برای پس دادن نواحی مورد مناقشه تحت فشار بگذراد. هر چند که تروت اظهار داشت که معتقد است که لهستانی‌ها پس از حذف ضمانت در برابر فشار دیپلماتیک آلمان تسلیم خواهند شد، چنین وضعیتی به آلمان اجازه می‌داد بدون ترس از جنگ با بریتانیا به لهستان حمله کند، اگر چه تروت هم ادعا می‌کرد که معتقد است اگر چنین شرایطی به وجود میامد، ژنرال‌های ورماخت هیتلر را سرنگون می‌کردند. راوز سفر تروت به بریتانیا در ژوئن ۱۹۳۹ را یک ماموریت دوگانه، رسمی و غیررسمی توصیف کرد. تا به تشکیلات بریتانیا در مورد جایگاه بریتانیا در رابطه با بحران دانزیگ اطلاعاتی بدهد و گزارش این جریان را به هیتلر بدهد و همچنین از طرف گروه مقاومت با بریتانیا تماس برقرار کند. تروت تعطیلات آخر هفته در دوم و سوم ژوئن ۱۹۳۹ را در کلیودن گذراند و در ۷ ژوئن ۱۹۳۹ با چمبرلین در چکرز ملاقات کرد.
لرد لوتیان به تروت گفت که بریتانیا تمایلی به لغو معاهده مونیخ ندارد و سودتنلند را به عنوان بخشی از رایش می‌پذیرد ولی نمی تواند بوهیما-موراویا تحت‌الحمایه رایش را بپذیرد، زیرا بازیابی استقلال چک ضروری است. امکان بهبود روابط انگلیس و آلمان در صورت عدم وقوع این اتفاق وجود نداشت. تروت به عنوان یک محقق رودز توانست از دوست دوران تحصیل در آکسفوردش برای ملاقات با نخست وزیر نویل چمبرلین و وزیر امور خارجه لرد هالیفاکس در ژوئن ۱۹۳۹ استفاده کند. تروت در طی ملاقاتش با چمبرلین در چکرز مطلع شد که پایان بخشیدن به ضمانت لهستان برای بریتانیا غیرممکن است و اگر آلمان خواهان روابط بهتری است، آقای هیتلر مسئول جبران شرارتی است که انجام داده بود. چمبرلین از این مطلب شکایت کرد که افکار عمومی بریتانیا به دلیل اشغال ایالت آشوب زده چکسلواکی توسط آلمان در مارس ۱۹۳۹ به شدت تحریک شده و بریتانیا به جای اینکه شاهد ویرانی ملت دیگری باشد، به جنگ با آلمان خواهد رفت.
تروت گزارشی از بازدیدهایش از بریتانیا به والتر هیول ارائه کرد که او هم به نوبه خود آن را به هیتلر ارائه کرد. وقتی تروت به آلمان بازگشت، وایزکر سعی کرد جلسه‌ای برای تروت ترتیب دهد تا برای هیتلر و ریبن تروپ در مورد بازدیدش از بریتانیا توضیحاتی ارائه دهد ولی هیچ کدام آنها نمی‌خواستند با او ملاقات کنند. تروت برای سومین دیدار خود به بریتانیا بازگشت تا پیشنهاد دانزیگ برای پراگش را دوباره مطرح کند و این بار اظهار داشت که از طرف دولت آلمان نیامده بلکه نماینده یک گروه مقاومت است، که این مسئله مقامات بریتانیا را در مورد وفاداری حقیقی‌اش سردرگم کرد. مورخ آلمانی کلمنس فون کلمپرر چنین استدلال کرده است که هدف تروت از طرح پیشنهاد دانزیگ برای پراگ بی‌اعتبار کردن هیتلر بود، زیرا انتظار داشت که در صورت توافق بریتانیا هیتلر این پیشنهاد را رد می‌کند، که این امر باعث می‌شد ژنرال‌های ورماخت به هیتلر پشت کنند. کلمپرر نوشته است که پشت طرح پیشنهادی دانزیگ برای پراگ یک استراتژی واضح وجود داشت، زیرا خود تروت هرگز به طور کامل روشن نساخت که چگونه این طرح تضمین می‌کند که الحاق شهر آزاد دانزیگ بدون جنگ به آلمان باعث سرنگونی هیتلر می‌شود.
ویلر بنت که بین سال‌های ۱۹۲۷ تا ۱۹۳۴ در برلین زندگی می‌کرد و با تروت در حین سفرش به لندن در سال ۱۹۳۹ ملاقات کرده بود نوشته است که او عرفان سیاسی گیج‌کننده‌ای داشت، یک نوع هگل‌گرایی مبهم که یقیناً اصل پرستش پیشوا را به او القا نمی‌کرد ولی احترامی عمیق برای سنت‌های نظامی و فرهنگی آلمان و آنچه که به اعتقادش تمامیت ذاتی روح آلمانی بود، قائل بود. همچنین ویلر بنت نوشته است که تروت و دوستش هلموت جیمز فون مولتکه، که با او به لندن رفت، هر دو آلمانی‌های ملی‌گرای پرشوری بودند که اگر چه از روح معاهده مونیخ ابراز تأسف کردند ولی مخالفت شدیدی با تجزیه چکسلواکی داشتند و احساسات ضد چسلواکی خود را ابراز می‌کردند در هیچ کدام از بیانات آنها هیچ نشانه‌ای وجود نداشت که آلمان نازی زدایی شده آمادگی چشم‌پوشی از الحاق اتریش و سودتنلند هیتلر به آلمان را دارد. در واقع به نظر می‌رسید که ممکن بود بریتانیا و فرانسه در صورت موفقیت توطئه‌گران با بازگرداندن دارایی‌های استعمار شده سابق آلمان پاداش خوبی به آنها دهند. راوز که برای آخرین بار تروت را در طول سفرش به بریتانیا در سال ۱۹۳۹ دید، نوشته است که هگلیسم تروت عمیقاً بر ذهنش تأثیر گذاشته بود، زیرا از نظر او سیاه هرگز سیاه و سفید و سفید نبود. سیاهی همیشه در روند سفید شدن بود و سفیدی در روند سیاه شدن. راوز نوشته‌است که آدام بدون اینکه یک نازی باشد، وارد یک رابطه دوسویه و عمیق با نازی‌ها شد، در‌حالی‌که در واقع به جنبش مقاومت تعلق داشت.
مورخ آلمانی هانس مومسن نوشته است که اکثریت محافظه‌کاران مخالف هیتلر به هیچ وجه خواهان بازگشت به جمهوری دموکراتیک وایمار که ردش کرده بودند، نبودند؛ بلکه به جای آن به اصلاح طلبانی که پروس را در طول جنگ‌های ناپلئونی بازسازی کرده بودند، به عنوان الگو و ایده‌آل خود نگاه می‌کردند. محافظه‌کاران ضد نازی بر اصلاح سیستم به جای انقلاب برای نابودی آن تأکید داشتند، زیرا اکثریت محافظه‌کاران به آرمان جامعه ملی معتقد بودند که مردم آلمان را به صورت یک جامعه واحد متحد می‌کرد و تنها خواهان یک جامعه ملی واقعی به جای آنچه که در برداشت درهم پیچیده نازی از آن می‌دیدند، بودند. محافظه‌کاران بر اجرای ایده‌های درست ناسیونال سوسیالیسم تأکید داشتند که از نظر آنها نازی‌ها در اجرای آن‌ها با شکست مواجه شده بودند. محافظه‌کاران ضدنازی در رابطه با سیاست خارجی معتقد بودند که هدف سیاست خارجی هیتلر برای تبدیل آلمان به قدرت شماره یک اروپا درست است. فقط اعتراض آنها به سیاست خارجی نازی‌ها این بود که هیتلر این سیاست خارجی را به شیوه‌های بی‌پروا و ماجراجویانه اجرا می‌کرد، که این امر تهدید به ایجاد ائتلافی برای شکست آلمان می‌کرد؛ آنها تنها با ابزارهای هیتلر برای اینکار مخالف بودند و مشکلی با سیاست‌های خارجی او نداشتند. مامسن در مورد آنچه که دوسوگرایی تروت می‌نامد، کسی که در جهت دستیابی به برخی از اهداف سیاست خارجی نازی‌ها تلاش می کرد ولی در عین حال برای سرنگونی رژیم نازی کار می‌کرد، بحثی را مطرح کرده است. اگر کسی این نظریه را بپذیرد، که تروت و افرادی از قبیل او قصد داشتند که جامعه ملی آلمان را از آنچه که آن‌ها آن را انحراف نازی از آن می‌دیدند، اصلاح کنند به جای اینکه بخواهند آن را نابود سازند، منطقی است.
اغلب دوستان بریتانیایی تروت، تمایزی که او بین سیاست برحق آلمان در تلاش برای لغو معاهده ورسای و مخالفتش با رژیم نازی قائل می‌شد را تشخیص نمی‌دادند، زیرا از نظر بسیاری از آنها او هم همان سیاست‌های خارجی هیتلر را دنبال می‌کرد. تروت نحوه تغییر افکار عمومی بریتانیا را درک نمی‌کرد، زیرا زمان زیادی را در بریتانیا برای حمله به معاهده ورسای با چنان زبان خشونت‌آمیزی کرده بود که بسیاری از دوستان بریتانیایی‌اش معتقد بودند که تفاوتی با نازی‌ها ندارد. راوز در جلسه‌ای که در املاک کلادیون برگزار شد، شرکت داشت، در آنجا فون تروت با لرد لوتیان، لرد آستور، لرد هالیفاکس و سر توماس اینسکیپ در مورد روابط آلمان و انگلیس صحبت کرد، و باز هم پیشنهاد دانزیگ برای پراگ خود را تکرار کرد و عظمت پیشوای ما را ستود. با این حال راوز گفت که وقتی با تروت تنها شده بود، تروت گفته بود که: اگر مرا بکشند، هرگز آنها را نخواهی بخشید، می‌بخشی؟
عقاید تروت به عنوان یک نظام سیاسی منجر به رد کامل دموکراسی می‌شد، که از لحاظ اخلاقی تفاوت چندانی با ناسیونال سوسیالیسم نداشت. در ۱۹۳۸ تروت به یکی از دوستان بریتانیایی‌اش نوشت که آنچه در آلمان در حال وقوع است، یک پدیده اروپایی است و معتقد بود که جامعه اروپایی با انقلاب صنعتی غیر انسانی شده و هسته معنوی خود را از دست داده‌است. تروت نوشت که این مسئله در کشورهای دموکراتیک به همان اندازه کشورهای توتالیتر مشکل دارد: به نظر من این هجوم به جنبه‌ی غریزی آگاهی انسان، که در دموکراسی و توتالیتاریسم یکسان است، منجر به شکست‌گرایی عقیم و بدبینانه می‌شود، که ریشه آن در هرج و مرج فکری اروپا نهفته‌است. تروت معتقد بود که جامعه توده‌ای که زاده انقلاب صنعتی بود، به عوام فریبی اجازه استثمار توده‌ها را داده‌است و استدلال می‌کرد که سیستم آزادی فردی آنگلوساکسون که حول دموکراسی ساخته شده، اساسا با ناسیونال سوسیالیسم تفاوتی ندارد، زیرا به توده‌ها اجازه می‌دهد، استثمار شوند. تروت در نامه‌ای به گرانت داف نوشت: "شما به استدلال من پاسخ رضایت‌بخشی نداده‌اید، این که امکان‌پذیر است دموکراسی سرمایه‌داری و کاپیتالیستی از آزادی صرفا به عنوان ردایی برای سیاستی استفاده کند که بسیار متکی بر اجبار است، در حالی که برخی از جنبه‌های نظام‌های استبدادی ممکن است اساساً تضمین واقعی‌تری برای حقوق بشر در جامعه صنعتی مدرن ارائه کند." تروت در سال ۱۹۳۹ نوشت که "ده سال گذشته نشان داده‌است که اعتماد بیرویه به قضاوت توده‌ها فایده‌ای ندارد... به هر طریقی، جنبش‌های مردمی به استبداد منجر شده‌اند."
از نظر تروت، تنها حکومت نخبگان سنتی آلمان که به ارزش‌های محافظه‌کاران متعهد بودند و بر اساس حاکمیت قانون حکومت می‌کردند، می‌توانست وجود یک جامعه واقعاً عادلانه را تضمین کند. تروت معتقد بود که تنها در چنین نظامی که در آن نخبگان سنتی با طرد توده‌ها از سیاست حکومت می‌کنند، می‌توان یک نظام سیاسی ایجاد کرد که واقعاً بهترین منافع جامعه را در نظر داشته باشد. او به دوستش جولی براون-وگلشتاین گفت که برو و مقاله‌ای در مورد سنت و سوسیالیسم بنویس! منظورش این بود که تنها قوانین نخبگان سنتی می‌تواند واقعاً به سوسیالیسم دست یابد.
تروت خواهان یک نظام سیاسی بود که رهایی توده‌ها از نیاز اقتصادی را توسط حکومت نخبگان سنتی که ارزش‌هایشان بر مسیحیت مبنی بود، تضمین کند.
از سال ۱۹۳۸ تا ۱۹۳۹ پیام‌رسان‌های مختلفی از سوی جنبش‌های مقاومت وارد بریتانیا شده بودند که می‌گفتند که فقط اگر بریتانیا سیاست سازش خود را کنار بگذارد، رهبران ورماخت به جای جنگ مجدد با بریتانیا، برای سرنگونی هیتلر کودتایی ترتیب می‌دهند. در آگوست ۱۹۳۹، دولت بریتانیا بارها به آلمان هشدار داد که حمله به لهستان باعث جنگ با بریتانیا خواهد شد. یکی از دلایل این امر امید به آن بود که ورماخت واقعاً هیتلر را سرنگون کند، نه اینکه خطر وقوع جنگ‌جهانی دیگری را بپذیرد.
اول سپتامبر ۱۹۳۹ آلمان به لهستان حمله کرد و در ۳ سپتامبر ۱۹۳۹، بریتانیا به آلمان اعلام جنگ کرد. با وجود وعده‌های پیام‌رسان‌های متعدد، ورماخت به آلمان وفادار ماند و بر تسخیر لهستان ادامه داد و برای سرنگونی هیتلر تلاشی نکرد. وفاداری ورماخت به هیتلر در سال ۱۹۳۹ با وجود تمام وعده‌های آلمانی‌های ضدنازی مبنی بر اینکه اگر بریتانیا در برابر هیتلر موضع‌گیری قاطعانه‌ای داشته باشد، به هیتلر وفادار نخواهد ماند، به شدت جنبش مقاومت را از نظر بریتانیا بی‌اعتبار کرد و بخش مهمی از مشکلات تروت برای جلب حمایت بریتانیا مربوط به این مسئله می‌شود.
تروت که یکی از دوستان وایزاکر بود، در سال ۱۹۳۹ به پیشنهاد او بعد از دو سال کار به عنوان محقق برای وزارت امور خارجه در چین به طور رسمی به وزارت امور خارجه ملحق شد. در اکتبر ۱۹۳۹، تروت برای شرکت در کنفرانس موسسه روابط کشورهای حوزه اقیانوس آرام در ویرجینیا که قرار بود در ماه نوامبر برگزار شوند، به ایالات متحده رفت. تروت در مسیر خود به ایالات متحده در حوالی منطقه جبل‌الطارق در حین توقف کشتی مسافربری به عنوان یک دشمن بیگانه بازداشت شد، ولی او توانست با استفاده از کراوات بالیول خود کارمندان بریتانیایی را متقاعد کند که یک آفریقایی اهل کشور آفریقای جنوبی است، که کراوات بالیولش اثبات می‌کند که دانشجویی است که برای تحصیل به دانشکده بالیول می‌رود و این بدان معناست که ممکن نیست که او یک آلمانی باشد، که اینطور نبود. او همچنین در اکتبر همان سال در تلاشی ناموفق برای جلب حمایت آمریکا، از واشنگتن دی سی بازدید کرد. در آنجا با راجر نش بالدوین، ادوارد سی.کارتر، ویلیان جی دونووان و فلیکس مورلی از واشنگتن پست دیدار کرد. در طول برگزاری کنفرانس در ویرجینیا بیچ، تروت با افراد زیادی از دنیای تجارت و دانشگاهی ایالات متحده و کانادا که به چین علاقه‌مند بودند ملاقات کرد.
ویلر بنت که صاحب املاکی در ویرجینیا بود، و مانند آدام به مطالعه در مورد چین علاقه‌مند بود، هم در این کنفرانس در ویرجینیا شرکت کرد و در رابطه با این کنفرانس نوشت:
در جلسات عمومی و کمیته‌های کنفرانس، فون تروت شاهد رفتار بسیار صحیحی بود:
او علناً از اصول نازی‌ها دفاع نکرد، اما خودش را به چند بازنگری از پرونده آلمان در خط مشی مشهور مرسوم که ممکن بود یک آلمانی با هر جهت‌گیری سیاسی‌ای از آن استفاده کند، محدود کرد. با وجود این در یک گفتگوی خصوصی او با لحن بسیار متفاوتی صحبت کرد و به صراحت اعلام کرد که یک ضد نازی است و در عین حال تأکید کرد که آلمان باید بسیاری از چیزهایی که در لهستان به دست آورده را حفظ کند. وی بر آمادگی ارتش برای برقراری یک صلح سریع در اساس شرایط موجود کنگره لهستان تاکید کرد که مقدمات لازم برای احیای حکومت بر اساس قانون اساسی در آلمان چیده شده و از متحدان غربی خواست که صلح خود را بر مبنای سخنان جناب چمبرلین در ۴ سپتامبر و ۱۲ اکتبر ۱۹۳۹ تکرار و تجدید کنند. فون تروت به این پرسش که آیا ممکن است یک آلمانی غیرنازی برای اثبات حسن نیتش، برخی از تصرفات زمینی آدولف هیتلر را بازگرداند، پاسخ منفی قاطعانه‌ای داد.
پیشنهادات تروت به وزارت امورخارجه ایالات متحده و کانادا و سفارت بریتانیا در واشنگتن دی سی منتقل شد، که تمام آن‌ها در مقابل، واکنش به شدت منفی‌ای از خود نشان دادند. زیرا توافق بر این بود که آلمان باید از دستاوردهایش در لهستان و چک به عنوان بهای صلح چشم‌پوشی کند، که تروت هیچ علاقه‌ای به انجام این‌کار نشان نداد. با این‌حال پیشنهادات تروت برای صلح که پس از ملاقات با چند مهاجر آلمانی در ایالات متحده نوشت، به کاخ سفید منتقل شد و رئیس جمهور روزولت را وادار کرد که در فوریه ۱۹۴۰ سامر والز، معاون وزیر امور خارجه را به یک ماموریت صلح در اروپا بفرستد تا برای خاتمه بخشیدن به جنگ میانجی‌گری کند.

### دفتر وزارت امور خارجه

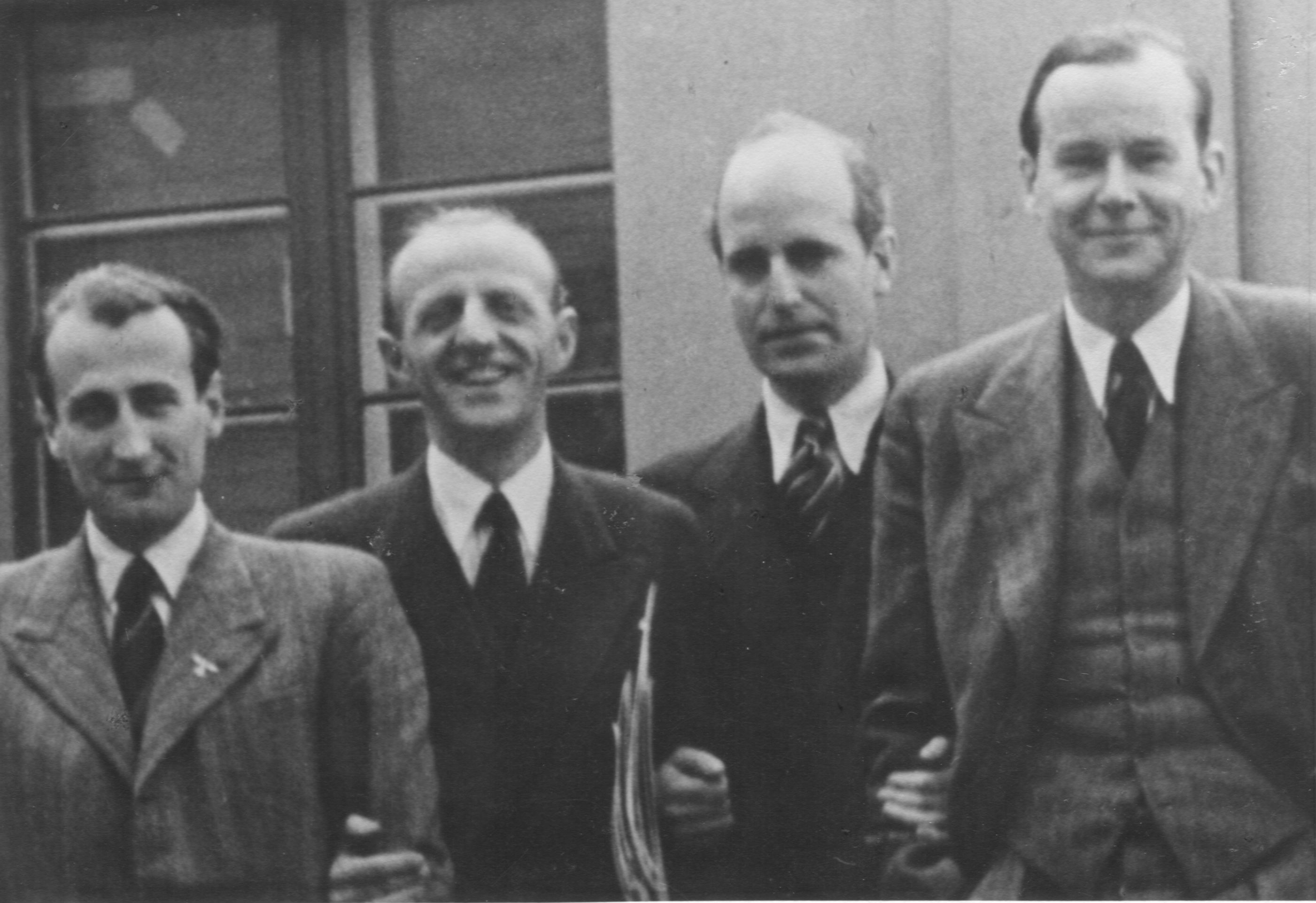
آدام فون تروت (نفر دوم از راست) با کارمندانش در وزارت خارجه

دوستان تروت به او پیشنهاد دادند که به آلمان بازنگردد، ولی اعتقاد او به اینکه باید برای جلوگیری از جنون هیتلر و سرسپردگانش کاری کند، منجر به بازگشت او شد. در سال ۱۹۴۰ تروت به حزب نازی پیوست تا به اطلاعات حزب دسترسی داشته باشد، و بر طرح‌ها و برنامه‌هایش نظارت داشته باشد. در همان زمان، او به عنوان یکی از مشاوران سیاست خارجی یک گروه مخفی از روشنفکران که برای سرنگونی رژیم نازی برنامه‌ریزی می‌کردند، به نام حلقه کرایسا خدمت می‌کرد.

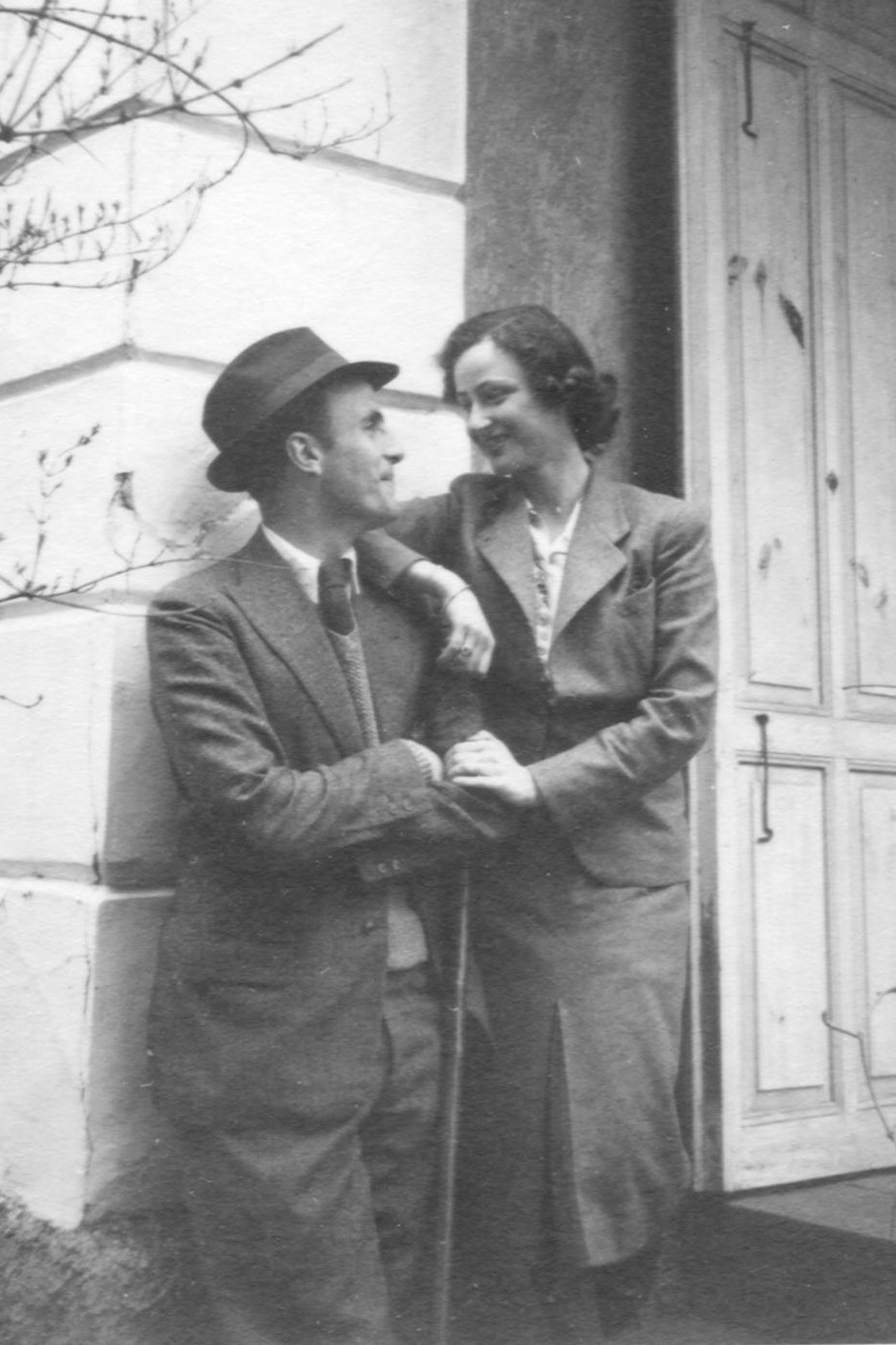
آدام فون تروت با نامزدش، کلاریتا تیفن باخر ۱۹۴۰

در اواخر بهار ۱۹۴۱، ویلهلم کپلر، وزیر امور خارجه در وزارت امور خارجه آلمان، به سمت مدیر دفتر ویژه امور هند منصوب شد، این دفتر در وزارت اطلاعات برای کمک و ایجاد ارتباط بهتر با ملی‌گرای هندی، سبهاش چندر بوس، رئیس سابق کنگره ملی هند، که در اوایل آوریل ۱۹۴۱ وارد برلین شده بود، ایجاد شده بود. کار روزانه با بوس تبدیل به یکی از مسئولیت‌های تروت شد که از پوشش کار در دفتر ویژه در حین سفرهایش به اسکاندیناوی، سوئیس و ترکیه و کل اروپای اشغالی-نازی برای انجام فعالیت‌های ضد نازیش استفاده کرد تا افسران نظامی آلمانی مخالف نازیسم را بیابد. با وجود این بوس و تروت به هم نزدیک نشدند و احتمالا بوس از فعالیت‌های ضد نازی تروت اطلاعی نداشت. به گفته مورخ لئونارد آ.گوردون بین تروت و همسر بوس، امیلی شنکل تنش‌هایی وجود داشت که به شدت از یکدیگر بیزار بودند.

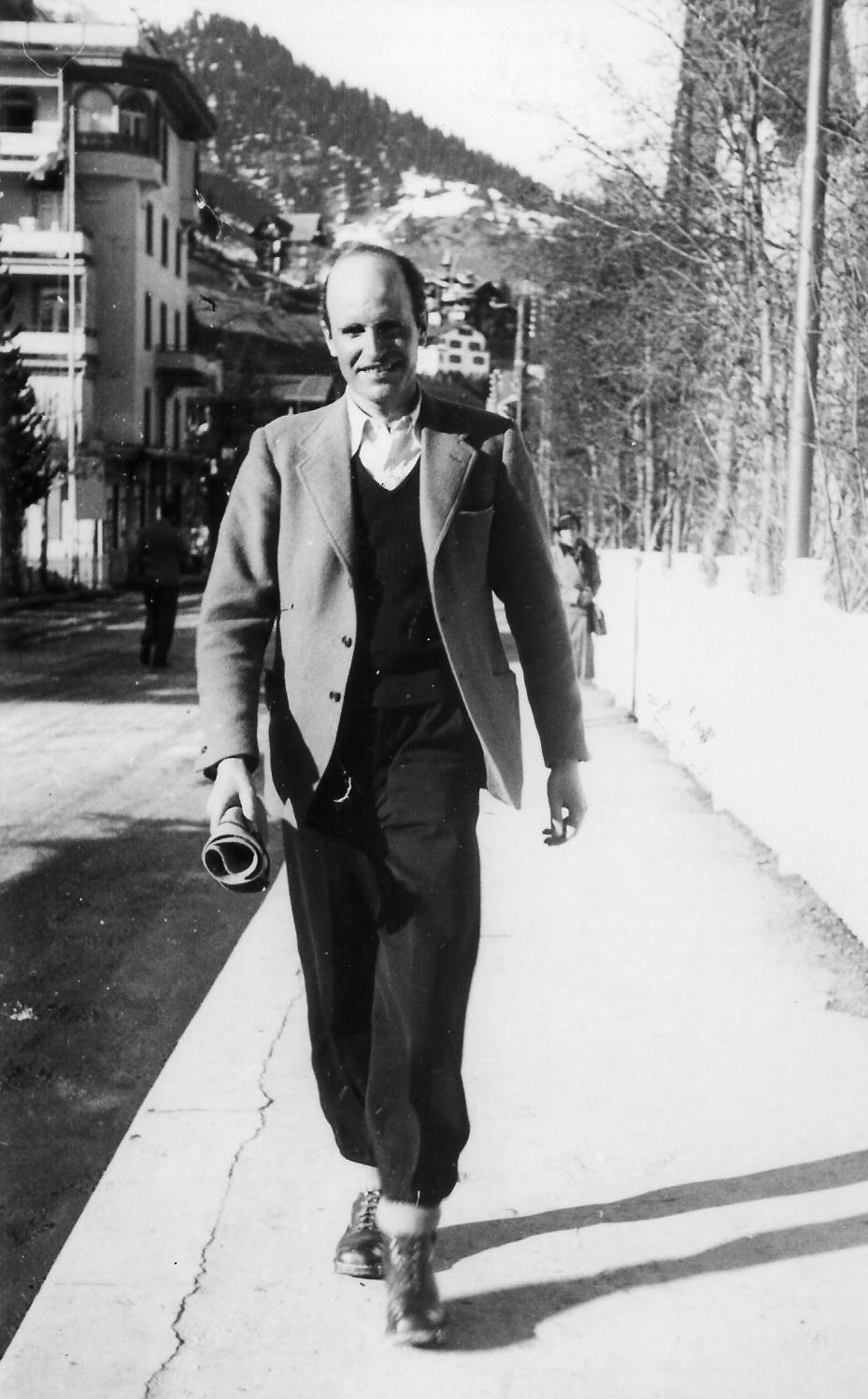
تروت در سوئیس، آوریل ۱۹۴۲

تروت یکی از اعضای حلقه کرایسا بود، گروهی از روشنفکران که به نوعی سوسیالیسم مسیحی محافظه‌کارانه اعتقاد داشتند، که در ملک کنت فون مولتکه در کرایسا در سیلزی ملاقات می‌کردند. حلقه کرایسا با گروه اصلی مخالفان به رهبری ژنرال لودویگ بک و کارل فردریش گردلر در تماس بود، ولی بر سر برخی از مسائل با گروه بک-گودلر اختلاف داشت. در ۲۲ ژانویه در خانه کنت پیتر هانس یورک فون وارتنبورگ جلسه‌ای بین دو گروه برگزار شد. در این جلسه از گروه بزرگان ژنرال بک، گردلر، اولریش فون هاسل و یوهانس پاپیتز و از حلقه کرایسا، مولتکه، تروت، یورک فون وارتنبورگ، اوگن گرشتنمایر و فریتز فون در شولنبرگ حضور داشتند. اعضای چپ گرای حلقه کرایسا به اعتقادات گردلر در رابطه به سرمایه‌داری آزاد و برنامه‌هایش برای بازگرداندن سلطنت اعتراض کردند. درگیری و تضاد بین این دو گروه تا حد زیادی به خاطر فاصله نسل‌ها بود، زیرا اعضای گروه بزرگان محافظه‌کار همگی مردان مسن‌تری مانند گردلر بودند که در دوران امپراتوری آلمان به بلوغ رسیده بودند و به خاندان هوهن‌تسولرن وابستگی بیشتری نسبت به مردان جوانتری مثل تروت، که در دوران جمهوری وایمار به سن بلوغ رسیده بودند، داشتند. در بین هیاهوی ناشی از فریادهای مولتکه و گردلر، دیپلمات هاسل از گروه بزرگان و افسر شولنبرگ از گروه جوانان برای خاتمه دعوی میانجی‌گری کردند، اما اختلافات آنها به هیچ وجه حل نشد. پس از جلسه ۲۲ ژانویه، هیچ کنفرانسی برگزار نشد، ولی تروت و شولنبرگ مدام با هاسل و پوپیتز در تماس بودند.
تروت در سال ۱۹۴۲ به همراه دیگر اعضای حلقه کرایسا به شکل مبهم از راه‌حل نهایی برای مسئله یهودیان آگاه شد و در مورد سرنوشت یهودیانی که برای اسکان به شرق فرستاده شده بودند، کنجکاو شد. تروت در مارس ۱۹۴۳ در جلسه‌ای از حلقه کرایسا گزارش داد که از طریق منابع موثقی که در حکومت رایش سراغ دارد، دریافته‌است که در سیلزی علیا یک اردوگاه کار اجباری وجود دارد که حدود ۴۰۰۰۰ تا ۵۰۰۰۰ نفر در آنجا به اسارت گرفته شده و نرخ کشتار در آنجا ماهانه ۳۰۰۰ تا ۴۰۰۰ نفر است. تروت نام اردوگاه واقع در سیلزی علیا را افشا نکرد ولی به نظر می‌رسد که منظورش اردوگاه کار اجباری آشویتس بوده است.

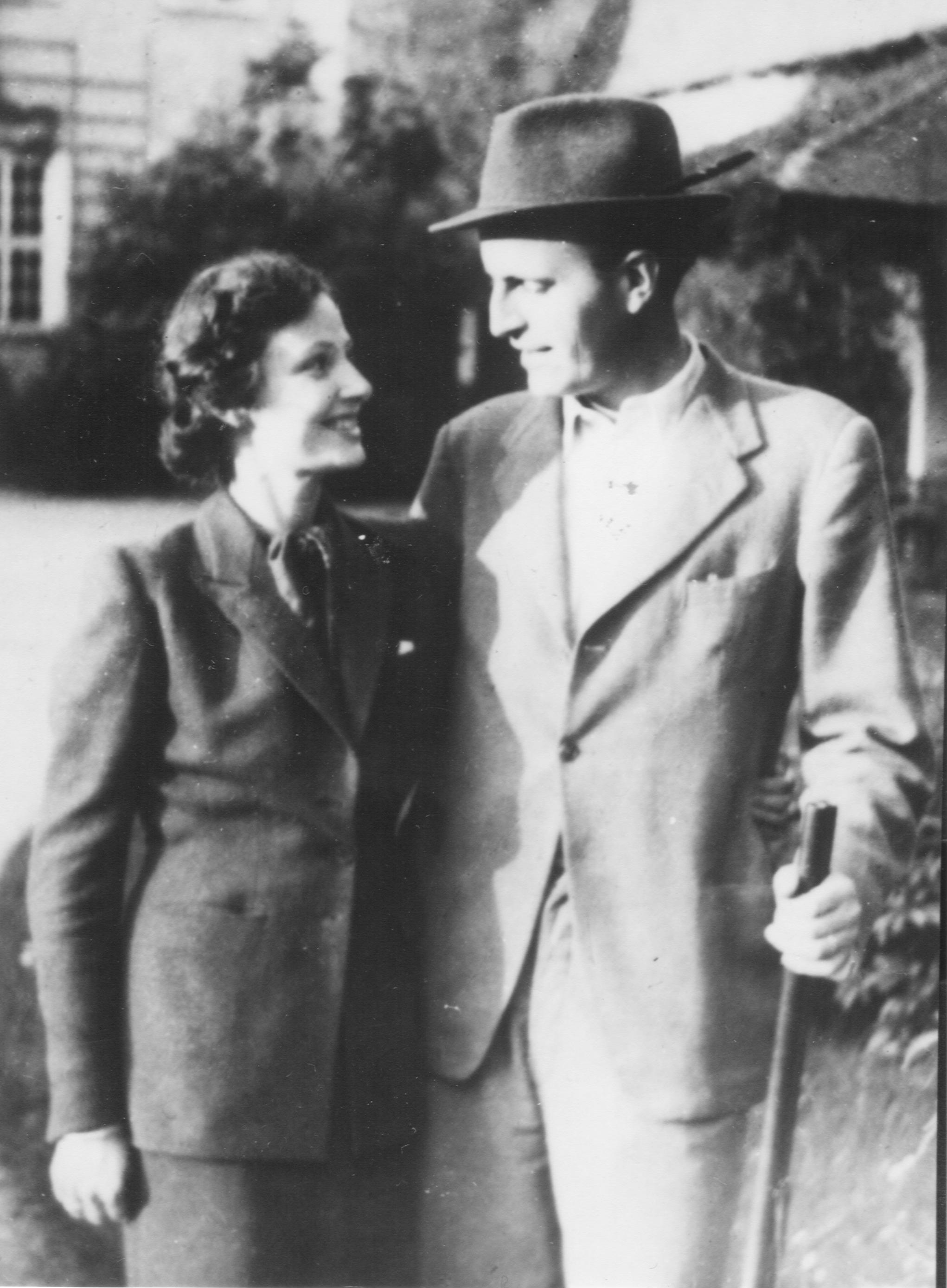
آدام و کلاریتا فون تروت زو سولز در آخرین ملاقاتشان، پنطیکاست ۱۹۴۴

تروت مانند اکثر محافظه‌کاران آلمانی دیگر، در مورد هوش و اخلاقیات عامه مردم تردید داشت و معتقد بود که تنها یک نخبه ویژگی‌های لازم برای حکومت را دارد. تروت در سال ۱۹۴۳ نوشت: تربیت منحصراً منطقی باعث شد که ما نتوانیم طبیعت انسانی و واقعیت‌های جامعه توده‌ای را درک کنیم و شیاطینی که توده بشریت آزاد کرده را نادیده بگیریم. تروت به دیدگاه مثبت اصیل سوندروگ آلمان به عنوان یک قدرت در اروپای مرکزی، که نه متعلق به شرق بود و نه غرب، اعتقاد داشت. او اینگونه عقایدش را در یادداشتی به نام آلمان مابین شرق و غرب شرح داده است که سند آن از دست رفته‌است ولی به گفته کسانی که آن را خوانده‌اند، در این نوشته او می‌خواهد آلمان به دنبال راه میان‌های بین اصل شرقی رئالیسم سیاسی و اصل غربی فردیت باشد، که در عمل به معنای ایجاد یک سیستم اجتماعی-اقتصادی است که آمیزه‌ای از سرمایه‌داری و کمونیسم باشد. او معتقد بود که کشورهای شرق مانند اتحاد جماهیر شوروی بیش از حد جمع‌گرا هستند و کشورهای غربی مانند ایالات متحده بیش از همه فردگرا هستند، و آلمانی‌هایی مانند او باید برای بهبود شرایط کل بشریت راه میانه‌ای بین شرق و غرب بیافرینند. تروت معتقد بود که هم دموکراسی سرمایه‌داری و هم کمونیسم سیستم‌های معیوبی‌اند که جامعه را غیرانسانی کرده‌اند و آلمان نباید از هیچ کدام پیروی کند.
با وجود اینکه تروت به خاطر تحصیلاتش در آکسفورد و دوستان انگلیسی-آمریکائیاش، به عنوان فردی متمایل به ارزش‌های غربی شهرت داشت، او به شدت با آرمان پیشگامی آمریکایی برخاسته از یک فردگرایی سرسختانه در زمینه‌های اخلاقی و عملی خصومت داشت و معتقد بود که این باعث ترویج خودخواهی، طمع و بی‌اخلاقی می‌شود.

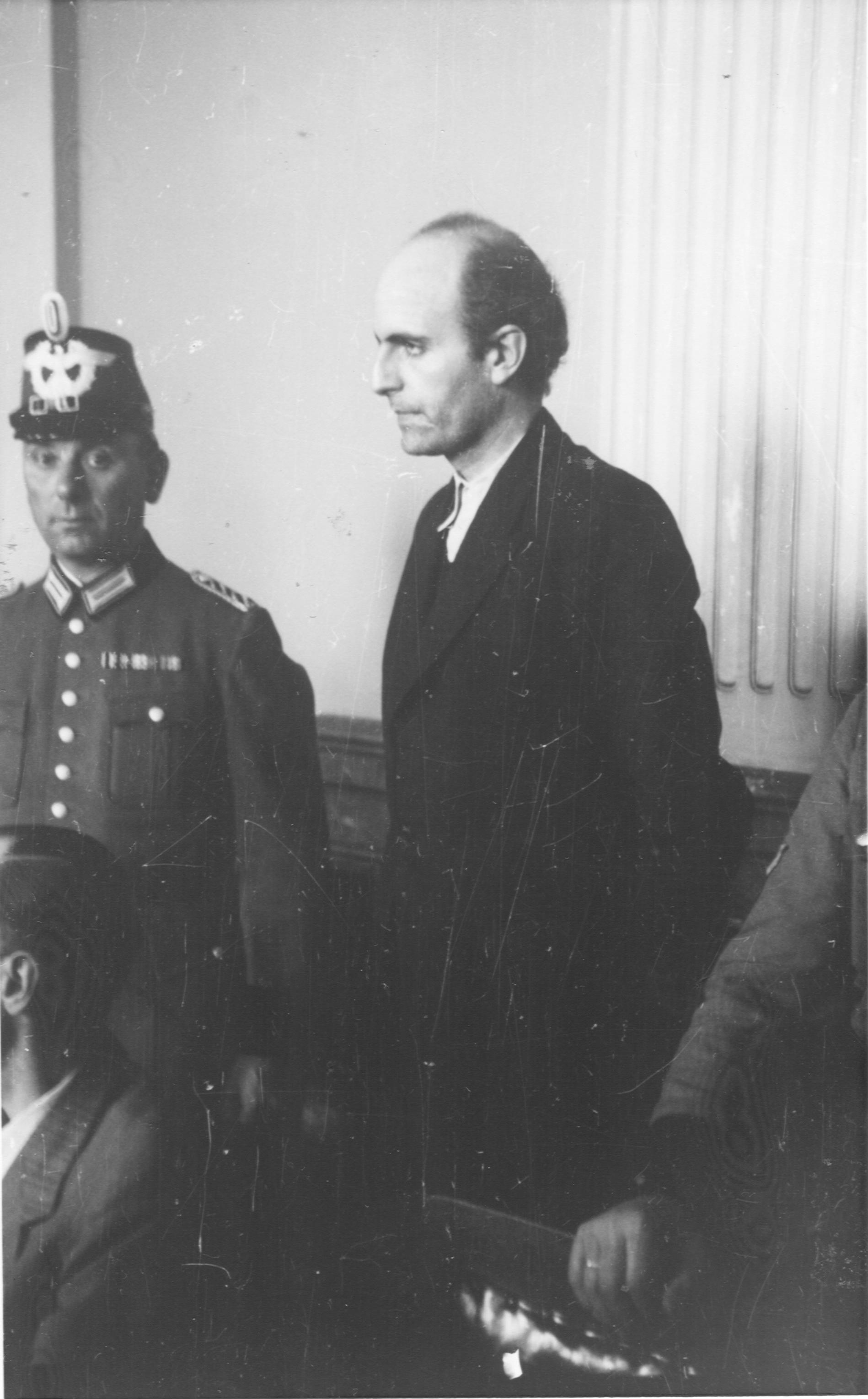
آدام فون تروت در محاکمه در دادگاه خلق

تروت ایده سیاسی خود را در میر یا کمون امپراتوری روسیه یافت. آلمانی‌ها متمایل بودند که دو تصویر متناقض از روسیه داشته باشند، در اولین تصویر روسیه یک کشور آسیایی بدوی و وحشی تهدید کننده اروپا محسوب می‌شد و در تصویر دیگر مکانی ایده‌آل و رمانتیک برای مردم ساده و روحانی‌تر از مردم غرب بود. تروت دیدگاه نسبتاً آرمانی و رمانتیکی نسبت به میر داشت، زیرا معقتد بود که سبک زندگی دهقانان روسی به نحوی بود که همه در یک جامعه با هم کار می‌کردند ولی در این بین همچنان فضا برای فردگرایی و عدم انطباق و خروج از عرف وجود داشت، که این ترکیبی عالی از افراط‌گری‌های شرقی و غربی بود که تروت برای آلمان به دنبال آن بود. به اعتقاد تروت زندگی دهقانان در جامعه میر به شدت تحت تأثیر ارزش‌های کلیسای ارتدکس بود که این زندگی را سرشار از معنویت و معنا ساخته و در عین حال فردگرایی و عقلانیت را می‌پذیرد. علاوه بر این تروت معتقد بود که زندگی در جامعه میر ساده و هماهنگ با طبیعت است و تحت تأثیر تکنولوژی یا ایدئولوژی مدرن قرار نگرفته‌است. و به مردم اجازه می‌دهد که صادقانه، معنوی‌تر و در تجرد و فردیت زندگی کنند، به گونه‌ای که نه در شرق و نه در غرب امکان‌پذیر نبود. به اعتقاد او رژیم شوروی در کمپین خود برای تجمع مزارع کشاورزی شوروی، جامعه میر ایده‌آل او را از بین برده بود ولی دیدگاه رمانتیک او به میر، زمینه‌ای را برای تفکر تروت در مورد جامعه‌ای که قصد ایجادش را داشت، فراهم کرد. تفکرات تروت در مورد نیاز به جامعه معنوی‌تر او را در تضاد با کارل گودلر و سرهنگ هانس استر خواهان احیای سلطنت بودند و بازگشت سیستمی که تا سال ۱۹۱۸ در آلمان وجود داشت بودند، قرار داد. تروت در بحث‌هایش با مطرح کردن اینکه چیزهای جدیدی مورد نیاز است با آن مخالفت می‌کرد.

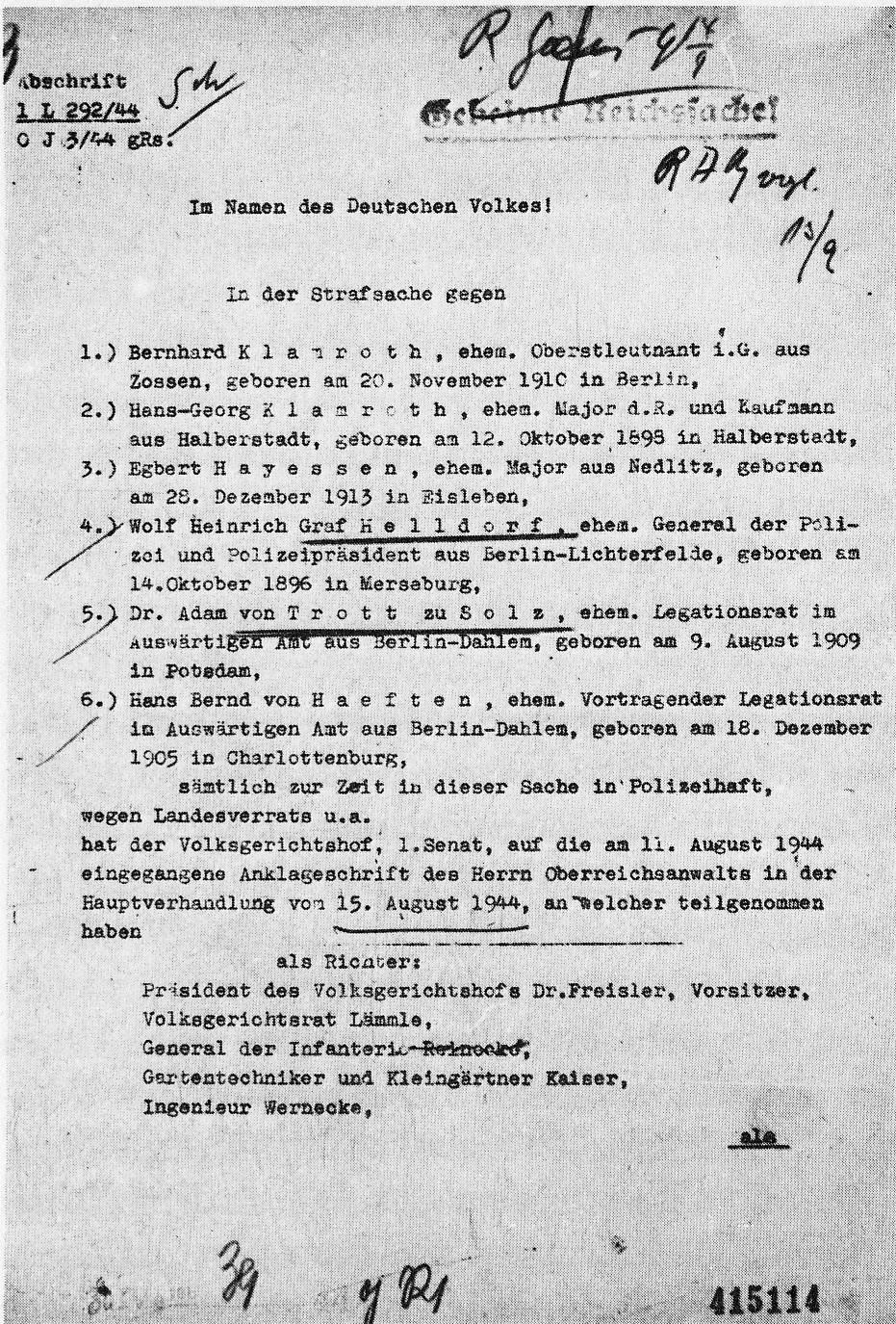
قضاوت علیه توطئه‌گران 20 ژوئیه در مقابل دادگاه خلق، 15 اوت 1944. آدام فون تروت به جرم خیانت بزرگ و خیانت به اعدام محکوم شد.

تروت متعلق به جناح شرقی مخالفان بود که اولویت آنها پس از سرنگونی هیتلر صلح با اتحاد جماهیر شوروی بود و به قدرت‌های آنگلوساکسون یعنی ایالات متحده و بریتانیای کبیر بی‌اعتماد بودند. در دسامبر ۱۹۴۳ تروت به هاسل گفت که احساس می‌کند که ایالات متحده و بریتانیا از تغییر رژیمی در آلمان که تنها ردایی برای ادامه روش‌های نظامی نازی‌ها تحت پوشش عنوان دیگری است به شدت واهمه دارند. برخی از سیاست‌مداران سوسیال دموکرات زیرزمینی از افزایش جاذبه حزب کمونیست زیرزمینی و کمیته ملی آلمان آزاد تحت حمایت شوروی در بین طبقه کارگر آلمان شکایت داشتند. در نتیجه سیاست‌مداران زیرزمینی SPD از دوست محافظه‌کارشان تروت خواستند که از ایالات متحده و بریتانیا درخواست کند تا سیاست‌هایشان را در قبال آلمان تغییر دهند. تروت در آوریل ۱۹۴۴ در سفری به سوئیس با دیپلمات‌های انگلیسی و آمریکایی ملاقات کرد تا از این مطلب شکایت کند که به نظر اکثر آلمانی‌های ضد نازی، کشورهای آنگلوساکسون مملو از تعصبات بورژوایی و نظریه‌پردازی ریاکارانه هستند. در مقابل اتحاد جماهیر شوروی ایده‌ها و طرح‌های سازنده‌ای برای بازسازی آلمان ارائه می‌کردند. تروت اظهار داشت که پس از سه سال جنگ با اتحاد جماهیر شوروی اکنون ورماخت احترام زیادی برای قوای جنگی ارتش سرخ قائل است و ادعا کرد که کمیته آلمان آزاد در مسکو، بین مردم آلمان و رژیم نازی فاصله انداخته و تأثیر زیادی بر آلمان گذاشته است.
ویلر بنت نوشته‌است که تروت طرفدار ارتش سرخ نبود بلکه کاری که قصد انجامش را داشت این بود که لندن و واشنگتن را وادار کند که دریک مسابقه مناصقه با مسکو که از نتیجه‌اش سودی عاید آلمان نمی‌شد، شرکت کنند. ولی قطعاً او طرفدار راه حل بلشویکی نبود. ویلر بنت نوشته‌است که تفکر حلقه کرایسا بسیار گیج‌کننده بود اما آنها کمونیست نبودند. ویلر بنت چنین نتیجه‌گیری کرده‌است که حقیقت دارد که تفکر آنها به جای غرب به سمت شرق معطوف شد، زیرا در توهمات غیرعملی ایده‌آلیستی خود، به دنبال تحولی هم در روسیه و هم در آلمان بودند. اگر اتفاقی میفتاد، هر دو کشور دچار مشکلات مشترک زیادی می‌شدند. مشکلاتی که امکان حل آن‌ها با معیارهای تثبیت شده بورژوایی غربی وجود نداشت، آن‌ها خواهان برخوردی کاملاً جدید بودند که نه استبدادی و نه دموکراتیک باشد، بلکه باید با بازگشت به معنویت (نه سنت‌های کلیسایی) هدایت شود.

### توطئه 20 جولای 1944
تروت یکی از رهبران توطئه سرهنگ کلاوس فون اشتاوفنبرگ در ۲۰ ژوئیه ۱۹۴۴ برای ترور هیتلر بود. او ظرف چند روز دستگیر، محاکمه و مجرم شناخته شد. در ۱۵ آگوست ۱۹۴۴ در دادگاه خلق به اعدام محکوم شد و در ۲۶ آگوست در زندان پلوتزنسی برلین به دار آویخته شد.

### بزرگداشت
تروت یکی از پنج آلمانی است که نامش بر روی سنگ یادبود جنگ جهانی دوم در کالج بالیول آکسفورد حک شده است. همچنین نامش در میان محققان کشته شده جنگ رودز در روتوندا رودز هاوس، آکسفورد ثبت شده‌است.